# Shiratsuyu (lớp tàu khu trục)
Lớp tàu khu trục Shiratsuyu (tiếng Nhật: 白露型駆逐艦 - Shiratsuyugata kuchikukan) là một lớp bao gồm mười tàu khu trục hạng nhất của Hải quân Đế quốc Nhật Bản phục vụ trước và trong Chiến tranh Thế giới thứ hai.

## Bối cảnh
Sáu chiếc đầu tiên trong lớp Shiratsuyu là những phiên bản cải biến dựa trên thiết kế của lớp tàu khu trục Hatsuharu, nguyên được dự định như sáu chiếc cuối cùng của lớp này như một phần của cái gọi là Chương trình Bổ sung Vũ khí Hải quân Nhật Bản (1931) (Maru Ichi Keikaku). Tuy nhiên, những vấn đề về thiết kế đối với lớp Hatsuharu, đặc biệt là thiết kế tương đối "nặng đầu" so với một trọng lượng choán nước nhỏ, đưa đến những sự cải biến rộng rãi, đến một mức mà sáu chiếc đặt hàng sau cùng được đặt tên như một lớp riêng biệt. Sau đó có thêm bốn chiếc được đặt hàng trong Chương trình Bổ sung Vũ khí Hải quân Nhật Bản thứ hai (1934) thuộc tài khóa 1934, và mọi chiếc được hoàn tất vào năm 1937.
Giống như lớp Hatsuharu, lớp tàu khu trục Shiratsuyu được thiết kế để tháp tùng lực lượng tấn công chủ lực của Hải quân Nhật Bản, và để tiến hành những cuộc tấn công cả ngày và đêm bằng ngư lôi nhằm vào Hải quân Hoa Kỳ khi chúng vượt băng qua Thái Bình Dương, theo kế hoạch của học thuyết chiến lược hải quân Nhật Bản. Mặc dù là một trong những lớp tàu khu trục mạnh mẽ nhất thế giới khi hoàn tất, không có chiếc nào sống sót qua cuộc Chiến tranh Thái Bình Dương.

## Thiết kế
Rút kinh nghiệm từ sự cố Tomozuru và sau đó là sự cố hạm đội bốn, lớp Shiratsuyu được thiết kế để khắc phục vấn đề của lớp Hatsuharu tiền nhiệm. Trong cách bố trí chung, những chiếc trong lớp Shiratsuyu gần giống với lớp phụ Ariake, phiên bản sau cùng của lớp Hatsuharu, chỉ khác biệt thiết kế cầu tàu gọn hơn và kiểu dáng cùng độ nghiêng của các ống khói. Lườn tàu giữ lại cấu hình chung của lớp Hatsuharu với một sàn trước kéo dài, và mũi tàu được loe ra rõ rệt để cải thiện tính năng đi biển ở tốc độ cao bằng cách tăng độ nổi và giảm thiểu bụi nước trên sàn tàu.
Lớp Shiratsuyu là những tàu chiến Nhật Bản đầu tiên được hoàn tất với bệ phóng ngư lôi bốn ống và liên lạc điện thoại nội bộ đến trạm điều khiển ngư lôi. Giống như lớp Hatsuharu, các ống phóng ngư lôi được cung cấp một lớp vỏ bảo vệ cho phép sử dụng chúng ngay cả khi biển động và bảo vệ khỏi những hư hại do mảnh đạn pháo.

### Động lực
Lớp Shiratsuyu, giống như lớp Hatsuharu dẫn trước, mang hai bộ turbine hơi nước hộp số Kampon, mỗi chiếc vận hành một trục chân vịt. Mỗi bộ bao gồm một turbine áp lực thấp và một áp lực cao, cùng với một turbine đường trương kết nối với turbine áp lực cao. Các turbine trên được nối với trục chân vịt bởi một hộp số giảm tốc hai bánh răng. Chân vịt có đường kính 3,05 m (10,0 ft) và bước xoắn 3,7 m (12 ft). Tổng công suất của lớp Shiratsuyu chỉ có 42.000 hp (31.000 kW) so với 50.000 hp (37.000 kW) của lớp Fubuki dẫn trước, nhưng hệ thống động lực nhẹ hơn và có hiệu suất tốt hơn đáng kể. Hệ thống động lực của Shiratsuyu chỉ nặng 106 tấn (104 tấn Anh; 117 tấn Mỹ) so với 144 tấn (142 tấn Anh; 159 tấn Mỹ) của Fubuki, tức là 396 mã lực càng mỗi tấn so với 347 mã lực mỗi tấn trên những lớp tàu trước đó.
Tương tự, ba nồi hơi Kampon kiểu Ro-Gō sử dụng cho lớp Shiratsuyu nặng 50 tấn (49 tấn Anh; 55 tấn Mỹ) so với nồi hơi nặng 51 tấn (50 tấn Anh; 56 tấn Mỹ) của lớp Fubuki, nhưng sản sinh công suất 14.000 hp (10.000 kW) mỗi chiếc trong khi nồi hơi cũ chỉ có 12.500 hp (9.300 kW). Điều này đã cung cấp một chỉ số 3,6 kg mỗi mã lực trên chiếc Shiratsuyu so với 4,1 kg mỗi mã lực trước đây. Thiết kế mới hơn của nồi hơi cũng sử dụng hơi nước ở áp suất 20 bar (290 psi) giống như kiểu cũ, nhưng áp dụng kỹ thuật siêu đốt nóng để cải thiện hiệu suất trong khi các nồi hơi cũ đơn giản chỉ sử dụng hơi nước bảo hòa.
Một máy phát điện turbine 100 kW được đặt sau hộp số giảm tốc trong một khoang riêng biệt, và hai máy phát điện diesel 40 kW được đặt giữa các trục chân vịt. Vào lúc hoàn tất, lớp Shiratsuyu có tầm hoạt động 4.000 hải lý (7.400 km) ở tốc độ 18 hải lý trên giờ (33 km/h) với 460 tấn (450 tấn Anh; 510 tấn Mỹ) nhiên liệu.

### Vũ khí trang bị
Những tàu khu trục lớp Hatsuharu sử dụng cùng kiểu Hải pháo 127 mm/50 Loại 3 đã trang bị cho lớp Fubuki, nhưng mọi tháp pháo đều có thể nâng đến một góc 75°, cho phép dàn pháo chính có khả năng tối thiểu đương đầu với máy bay. Trong chiến tranh, tháp pháo nòng đơn được tháo dỡ trên mọi chiếc còn lại, thay thế bởi 13 đến 21 pháo phòng không Hotchkiss Kiểu 96 25 mm trên những tháp súng nòng đôi và ba nòng. Những khẩu đội 25 mm vận hành bằng điện này không thỏa đáng, vì tốc độ xoay và nâng của chúng quá chậm không thể đối đầu với máy bay tốc độ cao, nên có thêm các khẩu đội nòng đơn được trang bị cho các con tàu vào năm cuối cùng của chiến tranh.
Ngư lôi 610 mm Kiểu 90 được trang bị trên các ống phóng Kiểu 92 bốn nòng, có nguồn gốc từ loại ống phóng Kiểu 89 nòng đôi được sử dụng trên lớp tàu tuần dương hạng nặng Takao. Các tấm chắn được lắp đặt cho cả bệ phóng ngư lôi lẫn kho chứa ngư lôi để bảo vệ chúng không bị ảnh hưởng bởi thời tiết và sự bắn phá của máy bay. Thoạt tiên các tấm chắn được làm bằng duralumin để tiết kiệm trọng lượng, nhưng chúng nhanh chóng bị ăn mòn nên cần có biện pháp thay thế. Thép "NiCrMo", lấy ra từ các buồng hơi của những quả ngư lôi lạc hậu với độ dày 3 mm, được chọn dùng làm tấm chắn mới để tiết kiệm trọng lượng. Nó được xoay bằng một hệ thống điện-thủy lực, và có thể xoay 360° trong vòng 25 giây; nếu hệ thống quay tay dự phòng được sử dụng, thời gian cần đến là hai phút. Mỗi ống phóng ngư lôi có thể nạp lại trong vòng 23 giây sử dụng dây tời.
Thoạt tiên chỉ có 18 mìn sâu được mang theo trên một đường ray phía đuôi tàu, nhưng được tăng lên 36 quả vào mùa Thu năm 1942. Hình như không có thiết bị sonar hay bộ dò âm dưới nước nào được trang bị cho đến khi chiến tranh nổ ra, khi bộ sonar Kiểu 93 và bộ dò âm dưới nước Kiểu 93 được bổ sung. Cả hai đều kém hơn so với những thiết kế đương thời của Anh và Mỹ.

### Radar
Radar đã không được trang bị cho những chiếc còn lại của lớp này cho đến tận cuối chiến tranh, có lẽ vào cuối năm 1944. Chúng được gắn một radar Kiểu 22 trên cột ăn-ten trước, Kiểu 13 trên cột ăn-ten chính và một thiết bị chống radar Kiểu E-27 cao bên trên cột ăn-ten trước.

## Lịch sử hoạt động
Không có chiếc nào trong lớp Shiratsuyu sống sót qua cuộc Chiến tranh Thái Bình Dương. Chiếc dẫn đầu của lớp Shiratsuyu bị chìm về phía Đông Bắc đảo Mindanao do va chạm với tàu chở dầu Seiyo Maru, còn toàn bộ những chiếc còn lại bị đánh chìm trong chiến đấu.
Murasame đã được sử dụng trong nhiều chiến dịch, bắt đầu với cuộc xâm chiếm Philippines. Vào năm 1942 nó tham gia trận chiến biển Java và trận Midway. Trong chiến dịch Guadalcanal, Murasame đóng vai trò hỗ trợ trong trận chiến Đông Solomons và trận chiến quần đảo Santa Cruz rồi bị đánh chìm trong trận Kolombangara.
Shigure là soái hạm hải đội cho Đại tá Tameichi Hara trong hầu hết thời gian những năm 1942 - 1943, trở thành một trong những tàu khu trục Nhật Bản nổi tiếng nhất trong chiến tranh. Nó sống sót qua nhiều trận chiến tại quần đảo Solomon, là chiếc duy nhất còn sống sót trong trận chiến ngoài khơi Kolombangara, nhưng cuối cùng cũng bị tàu ngầm Mỹ Blackfin đánh chìm trong vịnh Thái Lan vào đầu năm 1945

## Những chiếc trong lớp[11]
| Tàu                               | Đặt lườn             | Hạ thủy              | Hoạt động           | Số phận                                                                                         |
| Shiratsuyu (白露) (Bạch Lộ)       | 14 tháng 11 năm 1933 | 5 tháng 4 năm 1935   | 20 tháng 8 năm 1936 | Chìm do va chạm với tàu chở dầu Seiyo Maru ở Đông Nam eo biển Surigao, 15 tháng 6 năm 1944      |
| Shigure (時雨) (Thời Vũ)          | 9 tháng 12 năm 1933  | 18 tháng 5 năm 1935  | 7 tháng 9 năm 1936  | Bị tàu ngầm Mỹ Blackfin đánh chìm trong vịnh Thái Lan, 24 tháng 1 năm 1945                      |
| Murasame (村雨) (Thôn Vũ)         | 1 tháng 12 năm 1934  | 20 tháng 6 năm 1935  | 7 tháng 1 năm 1937  | Bị tàu khu trục Mỹ đánh chìm trong vịnh Kula ngoài khơi Vila, 5 tháng 3 năm 1943                |
| Yudachi (夕立) (Tịch Lập)         | 16 tháng 10 năm 1934 | 21 tháng 6 năm 1936  | 7 tháng 1 năm 1937  | Bị đánh chìm trong trận Hải chiến Guadalcanal phía Tây Nam đảo Savo, 13 tháng 11 năm 1942       |
| Samidare (五月雨) (Ngũ Nguyệt Vũ) | 19 tháng 12 năm 1934 | 6 tháng 7 năm 1935   | 29 tháng 1 năm 1937 | Bị tàu ngầm Mỹ Batfish đánh chìm gần đảo Palau, 26 tháng 8 năm 1944                             |
| Harusame (春雨) (Xuân Vũ)         | 3 tháng 2 năm 1935   | 21 tháng 9 năm 1935  | 26 tháng 8 năm 1937 | Bị máy bay Mỹ đánh chìm phía Tây Bắc Manokwari, New Guinea, 8 tháng 6 năm 1944                  |
| Yamakaze (山風) (Sơn Phong)       | 25 tháng 5 năm 1935  | 21 tháng 2 năm 1936  | 30 tháng 6 năm 1937 | Bị tàu ngầm Mỹ Nautilus đánh chìm phía Đông Nam Yokosuka 23 tháng 6 năm 1942                    |
| Kawakaze (江風) (Giang Phong)     | 25 tháng 4 năm 1935  | 1 tháng 11 năm 1936  | 30 tháng 4 năm 1937 | Bị đánh chìm trong trận chiến vịnh Vella giữa Kolombangara và Vella Lavella, 6 tháng 8 năm 1943 |
| Umikaze (海風) (Hải Phong)        | 4 tháng 5 năm 1935   | 27 tháng 11 năm 1936 | 31 tháng 5 năm 1937 | Bị tàu ngầm Mỹ Guardfish đánh chìm ngoài khơi Truk, 1 tháng 2 năm 1944                          |
| Suzukaze (涼風) (Lương Phong)     | 9 tháng 7 năm 1935   | 11 tháng 3 năm 1937  | 31 tháng 8 năm 1937 | Bị tàu ngầm Mỹ Skipjack đánh chìm phía Tây Bắc Pohnpei, 25 tháng 1 năm 1944                     |

### Sách
- Evans, David (1979). Kaigun: Strategy, Tactics, and Technology in the Imperial Japanese Navy, 1887-1941. US Naval Institute Press. ISBN 0-87021-192-7.
- Brown, David (1990). Warship Losses of World War Two. Naval Institute Press. ISBN 1-55750-914-X.
- Roger Chesneau, biên tập (1980). Conway's All the World's Fighting Ships 1922-1946. Grenwitch: Conway Maritime Press. ISBN 0-85177-146-7.
- Howarth, Stephen (1983). The Fighting Ships of the Rising Sun: The Drama of the Imperial Japanese Navy, 1895–1945. Atheneum. ISBN 0-689-11402-8.
- Jentsura, Hansgeorg (1976). Warships of the Imperial Japanese Navy, 1869–1945. US Naval Institute Press. ISBN 0-87021-893-X.
- Lengerer, Hans (2007). The Japanese Destroyers of the Hatsuharu Class. Warship 2007. London: Conway. tr. 91–110. ISBN 1-84486-041-8.OCLC 77257764
- Whitley, M. J. (1988). Destroyers of World War 2. Cassell Publishing. ISBN 1-85409-521-8.